# Pristimantis turpinorum
Eleutherodactylus turpinorum là một loài động vật lưỡng cư trong họ Strabomantidae, thuộc bộ Anura. Loài này được Hardy mô tả khoa học đầu tiên năm 2001.